# Crise du logement au Québec
La crise du logement (aussi appelée crise du marché immobilier ou pénurie du logement) est un phénomène de bulle spéculative qui a fortement affecté le marché immobilier du Québec et du Canada depuis les années 1980. Le prix moyen d’une maison est passé de 48 715 $ en 1980 à 424 844 $ en 2021. La pénurie de logements abordables et la hausse démesurée des prix du parc résidentiel résulte principalement de la financiarisation du marché de l’immobilier, la détention d’une part importante du parc locatif par des fonds d’investissement, le recours à la reprise de logement et aux hausses des loyers par les propriétaires, puis la conversion de logements en hébergement à court terme.

## Historique du prix moyen d'une maison unifamiliale
| 1980 48,715$ (2,30 fois plus que le revenu moyen de 21,192$) | 1990 100,811$ (2,81 fois plus que le revenu moyen de 35,822$) | 2000 113,291$ (2,49 fois plus que le revenu moyen de 45,476$) | 2010 242,476$ (4,09 fois plus que le revenu moyen de 59,237$) | 2021 424,844$ (4,72 fois plus que le revenu moyen de 89,979$) |

Le prix moyen d’une maison unifamiliale double à chaque 10 ans et les salaires ne suivent pas ces augmentations. Les bas taux d’intérêt qui se sont installés au début des années 2000, la mondialisation et la technologie sont tous les trois cités à avoir contribué massivement à faire bondir le nombre d’acquisitions immobilières et causer une hausse fulgurante des prix.

## Villes en état critique
Contrairement à la pensée populaire, la pénurie n’est pas à son apogée à Montréal. La ville la plus affectée par cette crise est la ville de Granby, qui en 2022 possède un taux d’inoccupation de 0,1%, suivit de Marieville (0,1%), Rimouski (0,2%), Drummondville (0,2%), Rouyn-Noranda (0,3%) puis Saint-Georges (0,3%).

## Causes
Une variété de causes combinées ensembles ont créé et/ou exacerbent la pénurie du logement au Québec. Ces facteurs incluent : le zonage, le grand montant de règles pour les nouvelles constructions, pas assez de nouvelles construction pour combler la demande, de faibles taxes sur les propriétés et prêts, les hauts flux d'immigration, les NIMBY, l'achat d'un grand nombre de logements par des compagnies, les Airbnbs, les guerres de surenchère, les « rénovictions », les flips immobiliers, le « blanchiment à la neige », le programme des travailleurs étrangers temporaires, ainsi que le manque d'intervention et d'initiative du gouvernement, parmi d'autres.

## Conséquences
Une bulle immobilière a plusieurs conséquences sur la société québécoise.
- Les hauts prix du logement poussent les locataires à devoir vivre dans un appartement de moindre qualité, et ainsi diminuer leur qualité de vie. Ceci a des impacts négatifs sur la santé mentale[6].
- Les familles ont moins de revenu discrétionnaire[7].
- La crise rend difficile la tâche de quitter le nid pour les jeunes adultes ainsi que de pouvoir s'installer dans une nouvelle ville afin de poursuivre des opportunités d'emplois[8].
- La crise cause des pénuries de main d'œuvre à certains endroits puisque des travailleurs potentiels ne peuvent pas se permettre de déménager dans la ville[9].
- Les commerces reçoivent moins d’investissements et sont moins innovateurs et productifs[10].
- Le problème augmente la disparité entre les riches et les pauvres[11].
- Le taux de naissance diminue avec la hausse des prix[12].

## Thèse d'un échec systémique des politiques publiques sur plusieurs décennies lié au désengagement du gouvernement fédéral dans la construction de logements
Pour certains observateurs, la crise du logement serait causée par un échec systémique des politiques publiques en matière de logement sur plusieurs décennies et serait liée à la décision du gouvernement fédéral de se retirer de la construction de logements dans les années 1980. Cette thèse est notamment relayée par l'ancienne vice-première ministre canadienne Sheila Copps. Selon elle, dans les années 1970, les politiques fédérales en matière de logement ont vu le gouvernement fédéral s’impliquer plus directement dans la construction de logements, y compris le développement de logements pour les personnes âgées et les autochtones. Cela a changé dans les années 1980, lorsque les gouvernements provinciaux ont assumé les pouvoirs dans les politiques relatives au logement. Elle soutient que « lorsque les gouvernements provinciaux ont récupéré l'argent (destiné au logement), beaucoup d'entre eux ne l'ont pas réellement dépensé dans le logement ». Elle observe toutefois que le Québec a souvent fait exception à la règle en utilisant l'argent fédéral pour construire des logements sociaux.

## Populations particulièrement touchées

### Problématique particulièrement aiguë dans les communautés autochtones
La crise du logement est particulièrement grave dans les réserves indiennes au Québec, mais aussi à travers le Canada. Selon des données publiques, « en 2011 [...], on estimait déjà qu’il manquait entre 40 000 et 80 000 logements dans les réserves. Résultat : nombreux sont les Autochtones qui vivent dans des maisons surpeuplées, avec tous les problèmes sociaux que cela peut entraîner ». Dans un rapport présenté devant l’Assemblée générale des Nations unies, la rapporteuse spéciale Leilani Farha a qualifié  d'abominables les conditions de logement. Les réserves indiennes sont de compétence fédérale et ne dépendent pas de l'action législative du législateur provincial québécois. Cela dit, les Inuits du Québec sont confrontés à des problèmes de même nature, mais ils n'habitent pas dans des réserves et leurs villages ont le statut de municipalité.

### Mères monoparentales
Les femmes monoparentales et cheffes de familles se retrouvent dans une situation délicate, ou elle se voit retourner chez une connaissance, parents, amis, familles. Les refuges sont autant surpeuplés et en demande qu’un logement. Plusieurs femmes se voient coincées dans une situation dangereuse, par exemple un conjoint violent, simplement puisqu’il n’y a pas de porte de sortie disponible pour elles Par exemple, au Canada, on dénombre environ 43% des femmes monoparentales ayant un logement inadéquat pour leur besoin ou hors de prix.
L'approche du care correspond à « tout ce que nous faisons pour maintenir, continuer ou réparer notre monde de telle sorte que nous puissions y vivre aussi bien que possible. Ce monde comprend nos corps, nous-mêmes et notre environnement, tous éléments que nous cherchons à relier en un réseau complexe, en soutien à la vie ». Le phénomène repose sur une multitude de relations multidirectionnelles qui forment une force, souvent invisible, qui soutient l’existence et le bien être des individus et des sociétés.
« L’instauration de nouvelles politiques sociales, tel que des allocations familiales, les soins de santé, les prestations d’invalidé, et les congés parentaux, sont des solutions proposées par les gouvernements ». Ces politiques sont néanmoins basés sur un modèle de famille nucléaire. Une autre solution est la création de logements sociaux.  Ces projets permettent des logements plus adaptés aux besoins des femmes monoparentales, et permet une meilleure intégration dans les communautés. De l’autre côté de la médaille, ces projets sont très couteux et il est difficile de trouver du financement, et aussi des sols disponibles et salubre pour les logements. En effet, plusieurs organisations se battent afin de garder un prestigieux statut dans leur quête de fonds.

## Rapports de pouvoir à l'avantage des propriétaires
Pour avoir le logement, le locataire devra signer un bail et payer le propriétaire. Il y a donc un rapport de pouvoir inégal qui désavantage le locataire, surtout lorsqu'il est issu de groupes économiquement défavorisés.Ce rapport peut occasionner de la violence. Il peut finir par expulser, mépriser et ne pas respecter l’intimité de l’occupant. De façon générale, les appartements délégués aux minorités sauront dans de minables conditions. Que ce soit pour les rongeurs, l’insalubrité ou même la moisissure, le locataire est pris à vivre dans ces conditions. Il est difficile de sortir de ces conditions, car le propriétaire utilisera sa crédibilité pour empêcher le locataire de trouver un nouveau logement de meilleure qualité. Il utilise la violence afin de faire comprendre aux locataires que les mauvaises conditions du logement peuvent les discréditer face à d'autres propriétaires dans le cas où ils souhaiteraient déménager.
Certains propriétaires peuvent donc utiliser la manipulation, étant conscients que les locataires ne connaissent pas leurs droits, ce qui est surtout le cas des immigrants. Les locataires qui vivent des injustices auront encore plus de difficulté à trouver un logement durant la crise du logement.